# 蔣
蔣（しょう、拡張新字体：蒋、紀元前11世紀 - 紀元前617年）は、春秋時代に存在した周の諸侯国。周公旦の第3子である姫伯齢が蔣（現在の河南省淮浜県）に封じられたことより国名を蔣とし、国名の蔣を氏にも用いた。紀元前617年、楚の攻撃を受け滅亡した。